# Dan Einbinder
Daniel Einbinder, detto Dan (in ebraico דן איינבינדרי‎?; Mevaseret Zion, 16 febbraio 1989), è un calciatore israeliano, centrocampista dell'Hapoel Hadera.

## Statistiche

### Cronologia presenze e reti in Nazionale
| Cronologia completa delle presenze e delle reti in nazionale ― Israele | Cronologia completa delle presenze e delle reti in nazionale ― Israele | Cronologia completa delle presenze e delle reti in nazionale ― Israele | Cronologia completa delle presenze e delle reti in nazionale ― Israele | Cronologia completa delle presenze e delle reti in nazionale ― Israele | Cronologia completa delle presenze e delle reti in nazionale ― Israele | Cronologia completa delle presenze e delle reti in nazionale ― Israele | Cronologia completa delle presenze e delle reti in nazionale ― Israele |
| Data                                                                   | Città                                                                  | In casa                                                                | Risultato                                                              | Ospiti                                                                 | Competizione                                                           | Reti                                                                   | Note                                                                   |
| ---------------------------------------------------------------------- | ---------------------------------------------------------------------- | ---------------------------------------------------------------------- | ---------------------------------------------------------------------- | ---------------------------------------------------------------------- | ---------------------------------------------------------------------- | ---------------------------------------------------------------------- | ---------------------------------------------------------------------- |
| 6-10-2016                                                              | Skopje                                                                 | Macedonia del Nord                                                     | 1 – 2                                                                  | Israele                                                                | Qual. Mondiali 2018                                                    | -                                                                      | 72’                                                                    |
| 12-11-2016                                                             | Scutari                                                                | Albania                                                                | 0 – 3                                                                  | Israele                                                                | Qual. Mondiali 2018                                                    | 1                                                                      | 70’                                                                    |
| 24-3-2017                                                              | Gijón                                                                  | Spagna                                                                 | 4 – 1                                                                  | Israele                                                                | Qual. Mondiali 2018                                                    | -                                                                      | 60’                                                                    |
| 2-9-2017                                                               | Haifa                                                                  | Israele                                                                | 0 – 1                                                                  | Macedonia del Nord                                                     | Qual. Mondiali 2018                                                    | -                                                                      | 53’                                                                    |
| 5-9-2017                                                               | Reggio Emilia                                                          | Italia                                                                 | 1 – 0                                                                  | Israele                                                                | Qual. Mondiali 2018                                                    | -                                                                      | 77’                                                                    |
| 6-10-2017                                                              | Vaduz                                                                  | Liechtenstein                                                          | 0 – 1                                                                  | Israele                                                                | Qual. Mondiali 2018                                                    | -                                                                      | 63’                                                                    |
| 24-3-2018                                                              | Netanya                                                                | Israele                                                                | 1 – 2                                                                  | Romania                                                                | Amichevole                                                             | -                                                                      | 68’                                                                    |
| 11-10-2018                                                             | Haifa                                                                  | Israele                                                                | 2 – 1                                                                  | Scozia                                                                 | UEFA Nations League 2018-2019 - 1º turno                               | -                                                                      | 82’                                                                    |
| Totale                                                                 |                                                                        | Presenze                                                               | 8                                                                      |                                                                        | Reti                                                                   | 1                                                                      |                                                                        |

## Palmarès

### Club

#### Competizioni nazionali
- Campionato israeliano: 3

Maccabi Tel Aviv: 2013-2014, 2014-2015
Hapoel Be'er Sheva: 2017-2018
- Coppa Toto Al: 1

Maccabi Tel Aviv: 2014-2015
- Coppa d'Israele: 1

Maccabi Tel Aviv: 2014-2015
- Supercoppa d'Israele: 1

Hapoel Be'er Sheva: 2017